# Vallouiseïta
La vallouiseïta és un mineral de la classe dels sulfurs que pertany al grup de la chabourneïta.

## Característiques
La vallouiseïta és una sulfosal de fórmula química Ag₃Tl₂₁.₅PbSb₆₃As₄₁.₅S₁₇₀. Va ser aprovada com a espècie vàlida per l'Associació Mineralògica Internacional en el mes de setembre de l'any 2023, i encara resta pendent de publicació. Cristal·litza en el sistema triclínic.
L'exemplar que va servir per a determinar l'espècie, el que es coneix com a material tipus, es troba conservat a les col·leccions mineralògiques del departament mineralògic-petrogràfic del Museu d'Història Natural de Viena (Àustria), amb el número de catàleg: NHMW-MIN-O2599.

## Formació i jaciments
Va ser descoberta a Jas Roux, entre els municipis de La Chapèla i Gap, al departament dels Alts Alps (Provença-Alps-Costa Blava, França). Aquest indret és l'únic a tot el planeta on ha estat descrita aquesta espècie mineral.